# Norwich City FC

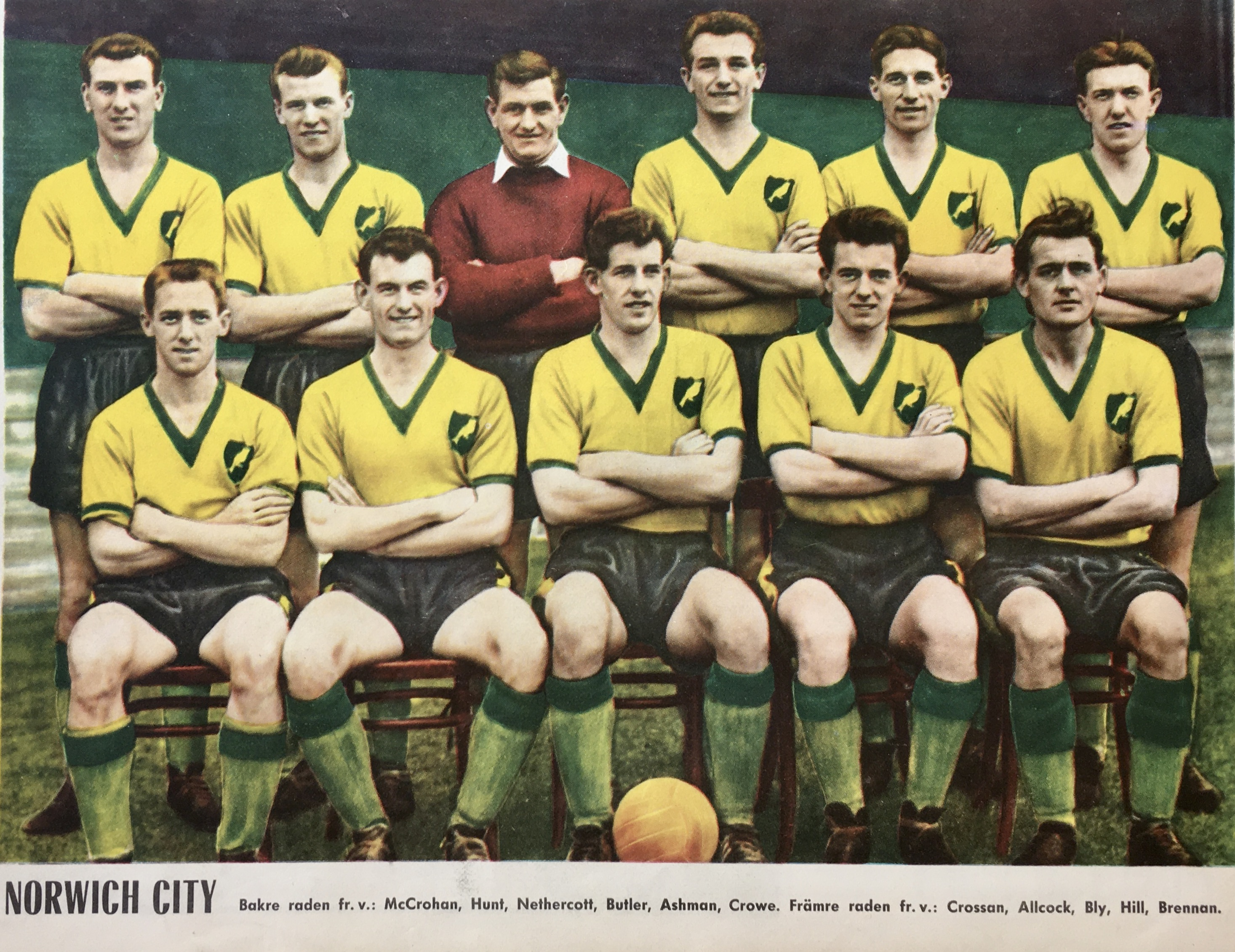
Norwich City F.C. från 1959 med följande spelare – stående från vänster: Roy McCrohan, Ralph Hunt, Ken Nethercott, Barry Butler, Ron Ashman, Matt Crowe; sittande: Errol Crossan, Terry Allcock, Terry Bly, Jimmy Hill och Bobby Brennan.

Norwich City Football Club är en engelsk professionell fotbollsklubb i Norwich, England, som spelar i EFL Championship. Klubben grundades i juni 1902 och hemmamatcherna spelas på Carrow Road. Utöver två vinster i Ligacupen har klubben inte vunnit någon större trofé. Smeknamnet är The Canaries ("Kanariefåglarna").
Anhängarnas sång "On the Ball, City" betraktas som den äldsta fotbollssången i världen och är faktiskt äldre än klubben själv, då den först blev skriven för en lärarorganisation i Norwich och därefter adopterad av fotbollsklubben.

## Historia

Klubbens ligaplaceringar från och med 1920.

Norwich spelade under de första åren amatörfotboll på Newmarket Road. 1904 uteslöts klubben dock från amatörligan, då klubben ansågs vara professionell. 1907 började Norwich spela i gula tröjor, eftersom klubbens smeknamn redan var The Canaries ("Kanariefåglarna"). Smeknamnet kommer av att det var populärt att föda upp kanariefåglar i Norwich på den tiden. 1908 flyttade klubben till en spelplan vid Rosary Road, som kom att kallas The Nest ("Boet").
Klubbens första säsong i The Football League var 1920/21, då de slutade på 16:e plats i Third Division. Under 1930-talet ökade publiksiffrorna, och 1935 flyttade klubben till sin nuvarande hemmaarena Carrow Road.
1972 gick Norwich för första gången upp i högsta divisionen. Klubben har vunnit Ligacupen två gånger, 1961/62 och 1984/85.
2011 blev Norwich klara för Premier League där de tidigare spelat 1992–1995. Efter säsongen 2013/14 trillade klubben återigen ned i The Championship, men man gick upp igen direkt bara för att åka ned direkt igen.
Den 25 maj 2017 presenterades tyske Daniel Farke som ny huvudtränare och han blev den förste tränaren i klubbens 114-åriga historia som inte kom från de brittiska öarna. Under Farkes första säsong slutade Norwich på 14:e plats. Trots en dålig start var följande säsong mer framgångsrik och laget tillbringade större delen av säsongen på den övre delen av tabellen, mycket till hjälp av målskytten Teemu Pukki. Klubben slutade som Championship-mästare 2018/2019 och blev uppflyttade till Premier League efter en treårig period utan spel i toppdivisionen. Norwich blev dock åter nedflyttade till Championship efter endast en säsong i toppdivisionen och blev då det första laget i Premier Leagues historia att bli nedflyttade fem gånger från divisionen. Premier League platsen vann Norwich tillbaka fort efter att de vann Championship direkt säsongen 2020/2021. Det blev återigen endast en ettårig sejour i toppdivisionen för Norwich som blev nedflyttade säsongen 2021/22.
Norwich City har dom senaste säsongerna ansetts vara ett "på-gränsen-lag", att man är för dåliga för att kunna etablera sig i den högsta divisionen samtidigt som man på många sätt är aningen för bra för andra divisionen och därav "åker hiss" upp och ner mellan divisionerna.

## Rivaler
Norwich City har en långvarig och prestigeladdad rivalitet med Ipswich Town från grannstaden i sydöstra England.

## Spelare

### Spelartrupp
| 1  | Bosnien och Hercegovina | Vladan Kovačević | 11 april 1998   | Sporting CP (-25)     |
| 12 | England                 | George Long      | 5 november 1993 | Millwall (-23)        |
| 31 | England                 | Louie Moulden    | 6 januari 2002  | Crystal Palace (-25)  |
| 32 | England                 | Daniel Grimshaw  | 16 januari 1998 | Plymouth Argyle (-25) |
| 38 | Wales                   | Daniel Barden    | 2 januari 2001  | Norwich City FC       |

| 3  | England    | Jack Stacey       | 6 april 1996     | AFC Bournemouth (-23)        |
| 4  | Irland     | Shane Duffy       | 1 januari 1992   | Fulham (-23)                 |
| 5  | Kroatien   | Jakov Medić       | 7 september 1998 | Ajax (-25)                   |
| 6  | England    | Harry Darling     | 8 augusti 1999   | Swansea City (-25)           |
| 14 | England    | Ben Chrisene      | 12 januari 2004  | Aston Villa (-24)            |
| 15 | Nordirland | Ruairi McConville | 1 maj 2005       | Brighton & Hove Albion (-25) |
| 27 | Ghana      | Jeffrey Schlupp   | 23 december 1992 | Crystal Palace (-25)         |
| 33 | Panama     | José Córdoba      | 3 juni 2001      | Levski Sofia (-24)           |
| 35 | England    | Kellen Fisher     | 5 maj 2004       | Bromley (-23)                |
| 47 | England    | Lucien Mahovo     | 7 juni 2005      | Notts County (-24)           |

| 8  | England   | Liam Gibbs         | 16 december 2002  | Ipswich Town (-21)         |
| 11 | Danmark   | Emiliano Marcondes | 9 mars 1995       | Bournemouth (-24)          |
| 16 | England   | Jacob Wright       | 21 september 2005 | Manchester City (-25)      |
| 18 | Ghana     | Forson Amankwah    | 31 december 2002  | Red Bull Salzburg (-24)    |
| 20 | Tunisien  | Anis Ben Slimane   | 16 mars 2001      | Sheffield United (-25)     |
| 22 | Serbien   | Mirko Topić        | 5 februari 2001   | Famalicão (-25)            |
| 23 | Skottland | Kenny McLean       | 8 januari 1992    | Aberdeen (-18)             |
| 26 | Chile     | Marcelino Núñez    | 1 mars 2000       | Universidad Católica (-22) |
| 29 | Danmark   | Oscar Schwartau    | 17 maj 2006       | Brøndby (-24)              |
| 41 | Skottland | Gabriel Forsyth    | 4 augusti 2006    | Hamilton Academical (-23)  |
| 42 | Irland    | Tony Springett     | 22 september 2002 | Norwich City FC            |
| 43 | England   | Uriah Djedje       | 16 mars 2006      | Norwich City FC            |
| 44 | Wales     | Elliot Myles       | 20 januari 2007   | Norwich City FC            |
| 49 | England   | AJ Bridge          | 21 mars 2005      | Norwich City FC            |

| 9  | USA      | Josh Sargent         | 20 februari 2000 | Werder Bremen (-21)     |
| 10 | Tjeckien | Matěj Jurásek        | 30 augusti 2003  | Slavia Prague (-25)     |
| 17 | Kroatien | Ante Crnac           | 17 december 2003 | Raków Częstochowa (-24) |
| 19 | Senegal  | Papa Amadou Diallo   | 25 juni 2004     | Metz (-25)              |
| 24 | England  | Jovon Makama         | 1 februari 2004  | Lincoln City (-25)      |
| 30 | Danmark  | Mathias Kvistgaarden | 15 april 2002    | Brøndby (-25)           |
| 45 | England  | Ken Aboh             | 9 november 2004  | Norwich City FC         |
| 51 | England  | Dylan Jones          | 17 oktober 2005  | Norwich City FC         |

Not: Spelare i kursiv stil är inlånade.

### Utlånade spelare
| Nr | Land  | Pos | Namn                                                        |
| -- | ----- | --- | ----------------------------------------------------------- |
| 34 | Chile | MV  | Vicente Reyes (i Peterborough United till 31 december 2025) |

| Nr | Land | Pos | Namn |
| -- | ---- | --- | ---- |